# Sărdănești (okręg Mehedinți)
Sărdănești – wieś w Rumunii, w okręgu Mehedinți, w gminie Bala. W 2011 roku liczyła 159 mieszkańców.